# Zänkersmühle
Zänkersmühle ist ein Gemeindeteil der Stadt Bad Königshofen im Grabfeld im unterfränkischen Landkreis Rhön-Grabfeld in Bayern.

## Lage
Die Einöde liegt direkt am Weißbach.

## Geschichte
1317 erste Nennung der Mühle als Eigentum der Henneberger. 1487 an Hans von Königshofen verkauft. 1621 als Mühle „unter Eyershausen“ den Zehntgrafen (Zänker) gehörig. 1748 als Mühle des Untermüllers